# Bologna Translation Service
Het project Bologna Translation Service (Bologna) is een project dat kadert in het Information and Communication Technologies Policy Support Programme-programma, meer bepaald onder de sectie "Multilingual Online Services" (CIP-ICT-PSP.2010.4 6.2). Het project ging van start op 1 maart 2011 en loopt tot 28 februari 2013.

## Doelstelling
De voornaamste doelstelling van het project is een infrastructuur te ontwikkelen waarmee onderwijsinstellingen zelfstandig studiegidsen, studiefiches en andere onderwijsgerelateerde informatie kunnen vertalen door middel van een betaalbare online vertaaldienst die gebruikmaakt van hoogwaardige automatische vertaling ("Machine Translation", MT). Voor het bouwen van die dienst zullen de partners in het project beroep doen op verschillende technologieën. Zo zullen zowel systemen worden gebouwd die gebruikmaken van linguïstische informatie (rule-based MT) als systemen die geënt zijn op statistische modellen (statistical MT) en zullen geavanceerde technieken als domeinoptimalisatie (domain adaptation) en systeemcombinatie (system combination) worden gebruikt om een zo goed mogelijke vertaalkwaliteit te verkrijgen voor informatie uit het onderwijsdomein.
In een eerste fase zal men met de dienst kunnen vertalen van en naar de volgende talen:
- Spaans, Frans, Duits, Portugees, Turks, Fins en Nederlands naar Engels
- Engels naar Chinees

## Consortium
Het consortium dat instaat voor het bouwen van de verschillende componenten van de vertaaldienst bestaat uit 5 Europese bedrijven/instellingen:
- CrossLang NV (België)
- Convertus AB (Zweden)
- Applied Language Solutions, Ltd. (VK)
- Koç University (Turkije)
- Eleka Ingeniaritza Lingusitikoa, SL (Spanje)

## Bijkomende lectuur
- Bologna Translation Service: Online translation of course syllabi and study programmes in English, EAMT 2011: proceedings of the 15th conference of the European Association for Machine Translation, 30-31 May 2011, Leuven, Belgium
- BOLOGNA TRANSLATION SERVICE: AN ENABLER FOR INTERNATIONAL PROFILING AND STUDENT MOBILITY H. Depraetere, J. Van de Walle, INTED 2012: proceedings of INTED2012 (6th International Technology, Education and Development Conference, 5 - 7 March, 2012, Valencia, Spain [dode link]